# جيمس كالدويل (سياسي)
جيمس كالدويل (بالإنجليزية: James Caldwell)‏ هو سياسي أمريكي، ولد في 4 يوليو 1763، وتوفي في 1840. انتخب عضو مجلس ولاية ميزوري.